# Козарук Петро Михайлович
Петро́ Миха́йлович Козару́к (нар. 24 травня 1977, с. Турка, Коломийський район, Івано-Франківська область, Українська РСР — 26 березня 2017, м. Авдіївка, Донецька область, Україна) — старший сержант Збройних сил України, учасник російсько-української війни. Позивний «Батя».

## Біографія
Народився 1977 року в прикарпатському селі Турка, Коломийського району. 1992 року закінчив 9 класів Турківської середньої школи. Працював у селі, різноробом в колгоспі імені Степана Мельничука.
У травні 1995 року Коломийським військовим комісаріатом був призваний на строкову військову службу, яку проходив у Збройних силах України з 24 травня 1995 по 23 грудня 1996 року.
Після армії працював на різних підприємствах села Турка, з 2001 року — на сезонних роботах у межах України. З 2003 року мешкав у селі Райгородок Бердичівського району Житомирської області.
Під час російської збройної агресії проти України з 24 квітня 2015 по 4 липня 2016 проходив службу за частковою мобілізацією, служив у зенітному дивізіоні 57-ї окремої мотопіхотної бригади, в районі Горлівки. Після демобілізації повернувся додому, а вже 1 грудня, слідом за дружиною, вступив на військову службу за контрактом.
Старший сержант, командир гарматного розрахунку — командир відділення 72-ї окремої механізованої бригади, в/ч А2167, м. Біла Церква. Був командиром розрахунку зенітної установки ЗУ-23-2.
26 березня 2017 року близько 17:00 загинув внаслідок мінометного обстрілу опорного пункту у промисловій зоні міста Авдіївка. Разом із Петром загинули солдати Сергій Мосійчук та Олксій Тимченко. Розрахунок ЗУ-23-2 на автомобілі ГАЗ-66 виїхав на бойове завдання — збити ворожий безпілотник, але потрапив під обстріл. Старший сержант Козарук наказав своїм підлеглим ховатись, та коли бійці почали спускатись в укриття, міна калібру 120 мм влучила у бліндаж.
Похований 29 березня на кладовищі села Райгородок.
В Турці залишились мати та двоє дітей від першого шлюбу, в Райгородку — дружина та її двоє дітей. Дружина, Лариса Лотоцька, — санінструктор 72 ОМБр.

## Нагороди та відзнаки
- Указом Президента України № 138/2017 від 22 травня 2017 року, за особисту мужність, виявлену у захисті державного суверенітету та територіальної цілісності України, самовіддане виконання військового обов'язку, нагороджений орденом «За мужність» III ступеня (посмертно)[8].
- Відзнака Начальника Генштабу — нагрудний знак «Учасник АТО».